# 埃丁·弗拉巴茨
埃丁·弗拉巴茨（1994年1月27日—）是一位波黑籃球運動員。他現在效力於德國球隊Gladiators Trier。他也代表波黑國家籃球隊參賽。